# 新寨店镇
新寨店镇，是中华人民共和国河北省石家庄市赵县下辖的一个乡镇级行政单位。

## 行政区划
新寨店镇下辖以下地区：
新宅店村、西阳台村、东阳台村、西河庄村、台兴庄村、迎恩铺村、新和村、贾店村、安王村、六市庄村、范村、辛店村、周村、豆家庄村、马谷庄村、曹谷町村、彭家庄村、北解家町村、赵庄村、肖庄村、北三相村、北轮城村、马刀寺村、赵刀寺村和北正村。